# Loiasis
Als Loiasis (auch Loaose, Kamerunbeule, Calabar-Schwellung oder Filiaria-loa-Infektion) bezeichnet man eine tropische Wurmerkrankung des Menschen, die durch die Filarie Loa loa, einen 3,5 bis 7 cm langen Fadenwurm, hervorgerufen wird. Sie ist in Zentral- und Westafrika endemisch.  Die Erkrankung gehört zu den Filariosen.

## Beschwerdebild, Diagnose und Therapie

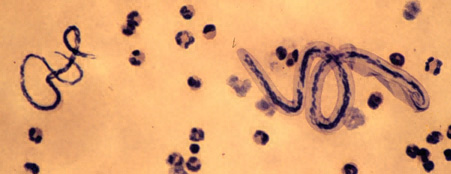
Dieser Blutausstrich zeigt rechts eine Loa loa-Mikrofilarie (mit gut erkennbarer Scheide) und links die Mikrofilarie einer anderen pathogenen Fadenwurmart: Mansonella perstans

Die Übertragung erfolgt durch tagaktive Bremsen der Gattung Chrysops dimiatus (Mangrovenfliege). Das Infektionsgebiet ist entsprechend begrenzt: Die Krankheit verbreitet sich nur in den Sumpfgebieten Afrikas und im dortigen tropischen Regenwald, nicht in der offenen Savanne und auch nicht in gepflegten (trockenen) Innenstadtbereichen.
Von der Krankheit betroffen sind Sierra Leone, Elfenbeinküste, Ghana, Niger, Kamerun, die Zentralafrikanische Republik, Zaire, Angola, Tschad und der Südsudan. Etwa 40 Millionen Menschen in diesen Gebieten sind infiziert. Sehr viele von ihnen sind Loa loa- und zugleich auch Mansonella perstans-infiziert (vgl. die Abbildung).
Nur die Chrysops-Weibchen stechen. Sie saugen erhebliche Mengen an Blut, ein- bis zweimal täglich. Der Stich erzeugt zunächst einen Juckreiz und entzündliche Schwellungen, die eine Woche andauern können.  Danach folgt eine symptomarme Phase, weil die Larven 6 bis 12 Monate benötigen, um sich voll zu entwickeln. Oft erst Jahre nach der Infektion kommt es zu allergisch bedingten Schwellungen der Haut mit Durchmessern von bis zu 10 cm und starkem Juckreiz. Nach einigen Tagen klingt die Schwellung ab. Es treten aber Schwellungen an anderer Stelle neu auf, weil der Wurm in der Haut nicht eingekapselt wird, sondern umherwandert (daher auch „Wanderfilarie“). In eher seltenen Fällen kriecht er auch unter der Bindehaut über den Augapfel und wird dort erschreckend sichtbar.
Die Erkrankung ist in der Regel nicht gefährlich, aber sehr unangenehm. Sie kann wegen der langen Lebensdauer der Würmer von bis über zehn Jahren  chronisch verlaufen. Ernste Probleme entstehen, wenn Mikrofilarien das zentrale Nervensystem affizieren. Dann kann es zu halbseitigen Lähmungen (Hemiparesen) und anderen neurologischen Störungen kommen. Als Spätkomplikationen sind Herzklappen- und Nierenschäden sowie Meningitiden bekannt.
Die Loiasis lässt sich medikamentös behandeln, mit den Wirkstoffen Diethylcarbamazin (DEC), Ivermectin und Albendazol. Die Stoffe töten Mikrofilarien, wirken aber z. T. auch gegen Adultwürmer. Zu beachten ist, dass durch den Zerfall abgetöteter Mikrofilarien Substanzen entstehen, die sekundäre medizinische Probleme und Komplikationen hervorrufen können. Gravierende Folgen vor allem im Bereich des Gehirns und der Augen (Netzhaut) sind möglich, besonders wenn die Zahl der zirkulierenden Mikrofilarien vor der Behandlung sehr hoch war und/oder wenn neben Loa loa noch andere Wurmarten (siehe die Abbildung) im Körper existierten und medikamentös mitabgetötet wurden. In solchen Fällen ist die Menge der medikamentös erzeugten Wurm-Zerfallsstoffe zu hoch. Mäßige Dosierungen bei der Therapie sind entsprechend angezeigt (langsame Senkung der Mikrofilariendichte im Blut, also sukzessive Freisetzung der problematischen Zerfallsstoffe, jeweils in für den Körper bewältigbaren Mengen). Quantitative Angaben zur sinnvollen Dosierung sind in der Fachliteratur zu finden.
Durch das Auftauchen großer adulter Würmer im Augenbereich ist die Loaose eine spektakuläre Erkrankung, die schon Jahrhunderte bekannt ist. Es existiert ein Kupferstich aus dem Jahre 1598, in dem die chirurgische Entfernung eines Loa-Wurms aus dem Auge eines Patienten dargestellt ist. Ähnliche Eingriffe werden auch heute noch vorgenommen und sind sinnvoll.
Detaillierte medizinhistorische Informationen zur Loaose sind online verfügbar.